# Schloßstraße 15 (Braunfels)

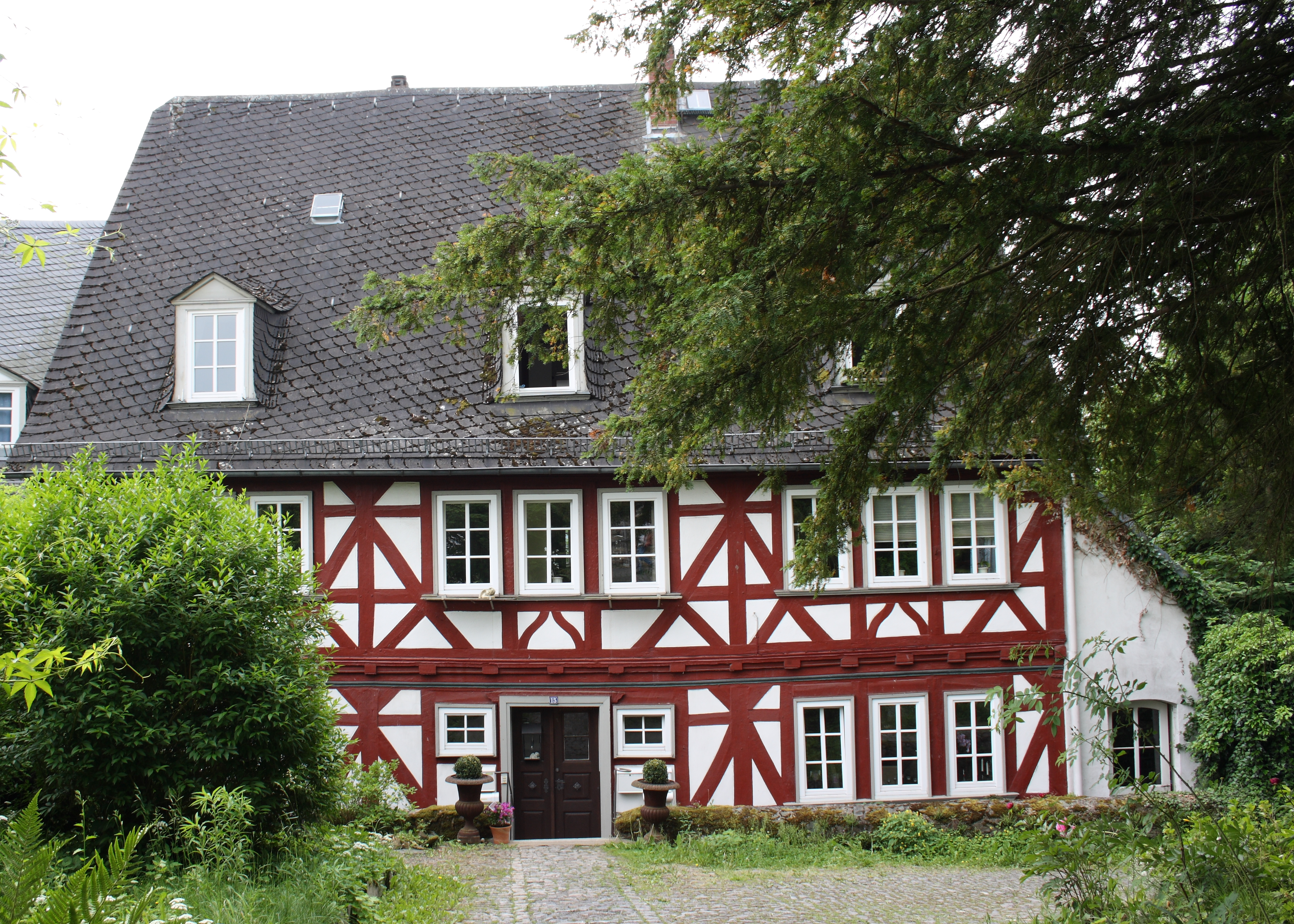
Schloßstraße 15 in Braunfels

Das Gebäude Schloßstraße 15 in Braunfels, einer Stadt im Lahn-Dill-Kreis in Hessen, wurde im Jahr 1682 errichtet. Das Fachwerkhaus ist ein geschütztes Baudenkmal.

## Beschreibung
Der zweigeschossige Fachwerkbau steht mit der Rückseite auf der Wehrmauer, in einer Reihe mit den Häusern Schloßstraße 11 und 13. Es wurde 1682 für Beamte des fürstlichen Hauses Solms-Braunfels errichtet und diente auch dem fürstlichen Baurat und Stadtbaumeister Carl Seiler (1857–1943) als Wohnung.
Das Fachwerk ist mit Mann-Figuren, geschweiften Brüstungsstreben und profilierten Gebälkhölzern versehen. Im Inneren ist ein Gewölbekeller und das Vestibül bemerkenswert.